# Khushi Kapoor
Khushi Kapoor (Mumbai, 5 november 2000) is een Indiaas actrice die voornamelijk in Hindi films speelt.

## Biografie
Kapoor is de dochter van filmproducent Boney Kapoor en actrice Sridevi. Haar oudere zus Janhvi Kapoor en haar halfbroer Arjun Kapoor zijn eveneens acteurs. Ze volgde een opleiding in acteren aan de New York Film Academy voor ze haar debuut maakte in 2023 in de film The Archies.

## Filmografie

### Films
| Jaar | Film                       | Rol           | Opmerking    |
| ---- | -------------------------- | ------------- | ------------ |
| 2016 | Bhasm Ho: Pyaar Ka Takraar | Pinki Kashyup | korte film   |
| 2020 | Speak Up                   | Naina         | korte film   |
| 2023 | The Archies                | Betty Cooper  | Netflix film |
| 2025 | Loveyapa                   | Baani Sharma  |              |
| 2025 | Nadaaniyan                 | Pia Jaisingh  | Netflix film |

### Webseries
| Jaar | Serie                             | Rol      | Platform |
| ---- | --------------------------------- | -------- | -------- |
| 2024 | Fabulous Lives vs Bollywood Wives | haarzelf | Netflix  |